# Open d'Écosse de snooker
Pour les articles homonymes, voir Open d'Écosse.
| \| Glasgow Édimbourg Aberdeen Ravenscraig \| Sites des tournois en Écosse |
| Glasgow Édimbourg Aberdeen Ravenscraig                                    |

L'Open d'Écosse (Scottish Open en anglais) est un tournoi de snooker professionnel créé en 1998 en remplacement de l'Open international. Figurant initialement dans la catégorie des tournois classés, il est rétrogradé au rang de classé mineur au cours de la saison 2012-2013 puis réintègre la catégorie la plus prestigieuse lors de la saison 2016-2017.

## Histoire
L'Open d'Écosse se déroule les premières années à Aberdeen. Il est déplacé à Édimbourg en 2003 puis à Glasgow en 2004 et est renommé championnat des joueurs. Le contrat de diffusion en cours avec Sky Sports n'est pas renouvelé cette année-là et le tournoi est abandonné. Il n'est réintégré dans le circuit qu'en 2012 et à nouveau renommé Open d'Écosse. À cette occasion, le tournoi est déplacé à Ravenscraig (en), dans le council du North Lanarkshire en Écosse, puis est encore abandonné.
Le 29 avril 2015, Barry Hearn, ancien président de la World Professional Billiards and Snooker Association, a annoncé que l'Open reviendrait en 2016 dans un site non encore spécifié, à Glasgow, en tant qu'épreuve d'un ensemble appelé Home Nations Series (séries à domicile), avec l'actuel Open du pays de Galles et de nouveaux tournois, l'Open d'Angleterre et l'Open d'Irlande du Nord.
Le tournoi se déroule exceptionnellement en Angleterre en 2020 à cause de la pandémie de coronavirus et au Pays de Galles en 2021 en raison de problèmes contractuels tardifs avec l'organisateur à Glasgow,.

## Palmarès
| Année                            | Ville                  | Vainqueur              | Finaliste              | Score                  | Saison                 |
| Open d'Écosse (classé)           | Open d'Écosse (classé) | Open d'Écosse (classé) | Open d'Écosse (classé) | Open d'Écosse (classé) | Open d'Écosse (classé) |
| -------------------------------- | ---------------------- | ---------------------- | ---------------------- | ---------------------- | ---------------------- |
| 1998                             | Aberdeen               | Ronnie O'Sullivan      | John Higgins           | 9-5                    | 1997-1998              |
| 1999                             | Aberdeen               | Stephen Hendry         | Graeme Dott            | 9-1                    | 1998-1999              |
| 2000                             | Aberdeen               | Ronnie O'Sullivan (2)  | Mark Williams          | 9-1                    | 1999-2000              |
| 2001                             | Aberdeen               | Peter Ebdon            | Ken Doherty            | 9-7                    | 2000-2001              |
| 2002                             | Aberdeen               | Stephen Lee            | David Gray             | 9-2                    | 2001-2002              |
| 2003                             | Édimbourg              | David Gray             | Mark Selby             | 9-7                    | 2002-2003              |
| Championnat des joueurs (classé) |                        |                        |                        |                        |                        |
| 2004                             | Glasgow                | Jimmy White            | Paul Hunter            | 9-7                    | 2003-2004              |
| Open d'Écosse (classé mineur)    |                        |                        |                        |                        |                        |
| 2012                             | Ravenscraig (en)       | Ding Junhui            | Anthony McGill         | 4-2                    | 2012-2013              |
| Open d'Écosse (classé)           |                        |                        |                        |                        |                        |
| 2016                             | Glasgow                | Marco Fu               | John Higgins           | 9-4                    | 2016-2017              |
| 2017                             | Glasgow                | Neil Robertson         | Cao Yupeng             | 9-8                    | 2017-2018              |
| 2018                             | Glasgow                | Mark Allen             | Shaun Murphy           | 9-7                    | 2018-2019              |
| 2019                             | Glasgow                | Mark Selby             | Jack Lisowski          | 9-6                    | 2019-2020              |
| 2020                             | Milton Keynes          | Mark Selby (2)         | Ronnie O'Sullivan      | 9-3                    | 2020-2021              |
| 2021                             | Llandudno              | Luca Brecel            | John Higgins           | 9-5                    | 2021-2022              |
| 2022                             | Edimbourg              | Gary Wilson            | Joe O'Connor           | 9-2                    | 2022-2023              |
| 2023                             | Edimbourg              | Gary Wilson (2)        | Noppon Saengkham       | 9-5                    | 2023-2024              |
| 2024                             | Edimbourg              | Lei Peifan             | Wu Yize                | 9-5                    | 2024-2025              |

## Bilan par pays
| Pays            | Joueurs | Total | Premier titre | Dernier titre |
| --------------- | ------- | ----- | ------------- | ------------- |
| Angleterre      | 7       | 10    | 1998          | 2023          |
| Chine           | 2       | 2     | 2012          | 2024          |
| Écosse          | 1       | 1     | 1999          | 1999          |
| Hong Kong       | 1       | 1     | 2016          | 2016          |
| Australie       | 1       | 1     | 2017          | 2017          |
| Irlande du Nord | 1       | 1     | 2018          | 2018          |
| Belgique        | 1       | 1     | 2021          | 2021          |